# Yanhong
Yanhong (kinesiska: 盐鸿) är en köping i sydöstra Kina. Den ligger i stadsdistriktet Chenghai i staden Shantou i provinsen Guangdong, omkring 370 kilometer öster om provinshuvudstaden Guangzhou. Antalet invånare är 43 379. Befolkningen består av 21 609 kvinnor och 21 770 män. Barn under 15 år utgör 18,0 %, vuxna 15-64 år 72 %, och äldre över 65 år 9,0 %.